# Oleg Tinkov
Oleg Jur'evič Tinkov (in russo Олег Юрьевич Тиньков?; Polysaevo, 25 dicembre 1967) è un imprenditore e banchiere cipriota di origine russa, fondatore e presidente di Tinkoff Bank (fino al 2015 si chiamava Tinkoff Credit Systems, fondata nel 2007 e dal 1º dicembre 2016 classificata 45ª in termini di attività e 33ª per equità tra le banche russe) fino all'aprile 2022, miliardario con un patrimonio di 9 miliardi di dollari che lo rende tra i più ricchi della Russia.
Tinkov è inoltre il fondatore di una rete di negozi di elettrodomestici Technoshock, fabbriche di alimenti surgelati Daria, aziende produttrici di birra e rete di ristoranti Tinkoff. Tra i progetti meno noti ci sono il negozio di musica Music Shock e l'etichetta discografica Shock Records , che ha pubblicato i primi album delle band Kirpichi e Leningrad, e che ha lavorato con i Knife per Frau Müller.
Appassionato di ciclismo, nel 2005 ha creato una squadra professionista di ciclismo (prima Tinkoff Restaurants, poi Tinkoff Credit Systems) ed è diventata la base della squadra Kat'juša. Dal dicembre 2013 al novembre 2016 ha posseduto la squadra ciclistica Tinkoff.
Dopo aver criticato pubblicamente la guerra russo-ucraina nell'aprile 2022 (l'ha definita "folle"), ha detto che i funzionari dell'amministrazione Putin hanno minacciato di nazionalizzare Tinkoff Bank, costringendolo a vendere (meglio: svendere per circa 3% del valore totale 2,4 miliardi) la sua partecipazione del 35%. Vive in Toscana.

## Biografia
Tinkov è nato nel villaggio di Polysaevo, distretto di Leninsk-Kuzneck dell'Oblast' di Kemerovo nella famiglia di un minatore e una sarta.
Dall'età di 12 anni Tinkov era interessato al ciclismo su strada, membro di club ciclistici a scuola e in seguito sul posto di lavoro. Ha vinto in una serie di competizioni e nel 1984 ha ricevuto il titolo di candidato in master of sports. Durante i campi di addestramento Tinkov ha iniziato a dedicarsi al mercato nero, acquistando beni difficili da trovare in Asia centrale e vendendoli a Leninsk-Kuzneckij.. La sua carriera ciclistica fu interrotta dal servizio militare: non entrò nel Club Sportivo dell'esercito e fu inviato nelle truppe di confine. Nel 1986-1988 ha prestato servizio in Estremo Oriente - a Nachodka e Nikolaevsk-na-Amure.
Nel 1988, Oleg Tinkov entrò nell'università dell'Istituto minerario, che aveva un gran numero di studenti stranieri e offriva promettenti opportunità nel commercio. Commerciava in jeans, cosmetici e profumeria, caviale e vodka. Vendeva merci da San Pietroburgo ai clienti in Siberia, e da lì portava elettrodomestici giapponesi acquistati dai minatori. Portò apparecchi elettrici in Polonia e tornò con attrezzature e forniture per ufficio, cartucce di gas e pistole.
Tinkov ha commerciato insieme alla sua futura moglie e ai suoi compagni di studio: Oleg Žerebcov (in seguito il fondatore della catena di ipermercati Lenta), Oleg Leonov (futuro fondatore della catena di vendita al dettaglio DIXY) e Andrej Rogačev (fondatore della società LEC e Pyaterochka).
Nel 1999 ha studiato all'Università della California a Berkeley.

## Carriera imprenditoriale

### Technoshock
Nel 1992, Tinkov iniziò a commerciare in elettronica all'ingrosso da Singapore. Per semplificare la registrazione dei documenti, ha registrato una società a responsabilità limitata Petrosib a San Pietroburgo, e poi le società regionali Petrosib-Kemerovo, Petrosib-Novosibirsk e Petrosib-Omsk e altre. Le merci arrivavano a San Pietroburgo e da lì venivano inviate nelle regioni, dove erano vendute con un margine maggiore. Ha iniziato con le calcolatrici ed è passato alle apparecchiature per ufficio, televisori, videoregistratori e persino fiori e alberi artificiali. All'inizio, lo stesso Oleg è volato a Singapore, poi ha iniziato a utilizzare il trasporto aereo commerciale, ma la svolta è arrivata quando un indiano, il commerciante Ashok Vasmani, gli ha spedito a credito un mezzo container di televisori. Tinkov ha continuato a utilizzare il trasporto marittimo di container. 

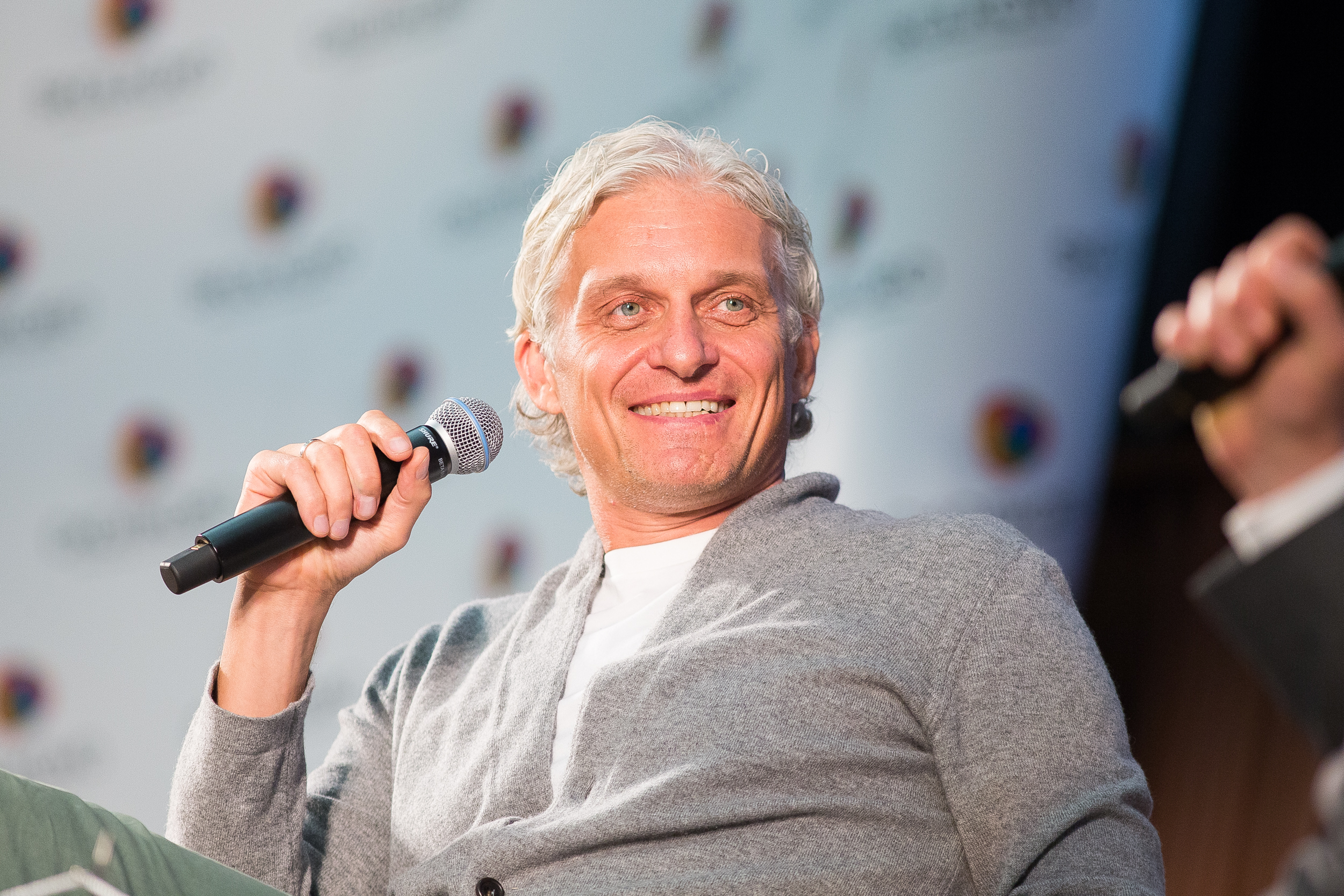
Oleg Tinkov ad un evento alla Skolkovo Moscow School of Management, 2016

I profitti ridotti dalla vendita all'ingrosso hanno spinto Tinkov a lanciare i propri negozi al dettaglio. Nel 1994 Petrosib ha aperto il primo negozio con l'etichetta Sony su Maly Prospect dell'isola Vasilevskij a San Pietroburgo, poi un altro in Marata Street. Petrosib USA ha aperto a San Francisco. Il successo nella vendita al dettaglio ha ispirato Tinkov a unire i negozi sotto un unico nome. Technoshock è stato aperto nel 1995 e offriva costosi elettrodomestici ai prezzi più alti della città, ma era comunque popolare. Technoshock è stata una delle prime aziende in Russia che ha iniziato a formare i propri consulenti di vendita. Sergio Gutsalenko, un americano di origine russa, è diventato il presidente della società. La rete è cresciuta rapidamente; nel 1996 Technoshock aveva cinque negozi a San Pietroburgo, due a Omsk e Kemerovo e uno a Novorossijsk. Dal 1995 al 1996 il fatturato è raddoppiato e ha raggiunto i 40 milioni di dollari.
Nel 1997 i negozi Eldorado erano arrivati a San Pietroburgo, il che ha aumentato la concorrenza e ridotto la redditività. Nel 1997 Tinkov ha venduto l'azienda al suo management e un anno dopo è stata acquisita da Simteks. È uscito da Technoshock con 7 milioni di dollari.
Insieme a Technoshock, Tinkov ha aperto una catena di negozi di musica chiamata Music Shock nel 1996. Philipp Kirkorov e Alla Pugačëva si sono esibiti all'apertura del primo negozio Music Shock e Jeanne Aguzarova al secondo. Nel 1998 Music Shock è stato venduto alla società di Mosca Gala Records. Insieme a Ilya Bortnyuk, Tinkov ha lanciato l'etichetta discografica Shock Records che ha pubblicato gli album di debutto delle band Kirpichi, Leningrad, Vladimir Dashkevich Symphony basati sulla sua musica per il film Sherlock Holmes e Dr. Watson, l'album Nechelovek-vidimka di Knife per Frau Müller.

### Tinkoff Bank

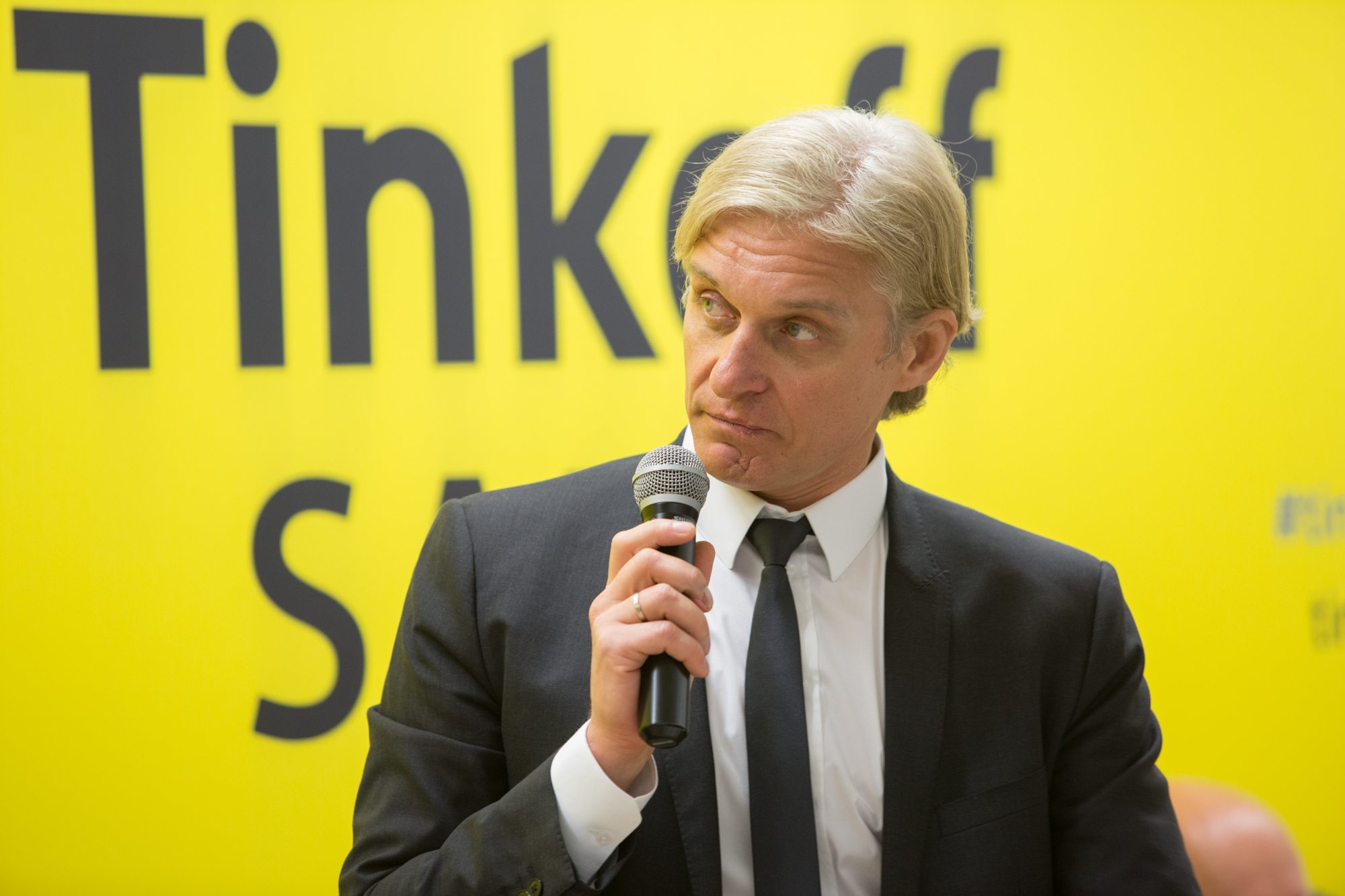
Oleg Tinkov all'evento Tinkoff-Saxo a Mosca nel 2014

Nel 2006 ha acquisito la Moscow Himmashbank e sulla base di essa ha creato una banca online, la prima in Russia. Nonostante le battute d'arresto nell'attrarre investimenti all'inizio del progetto, durante la crisi del 2008 la banca ha mostrato un aumento di 50 volte dei profitti.
Tinkoff Credit Systems ha ridotto i costi a scapito del marketing che non era standard per il settore bancario e l'uso diffuso dell'elaborazione informatica dei dati invece del lavoro umano. Per molto tempo la banca non attirò depositi e utilizzò il proprio capitale per effettuare prestiti.
La piattaforma tecnologica di Tinkoff ha svolto un ruolo importante nella sua crescita. L'IPO della banca è stata indicata come uno dei più grandi affari nella versione russa del 2013 di Forbes; Tinkov ha raddoppiato la sua fortuna finendo tra i primi 1200 miliardari al mondo. Il 14 ottobre 2013, TCS ha avuto la sua IPO e diversi giorni dopo Oleg Tinkov ha rinunciato alla sua cittadinanza statunitense.
All'inizio del 2015 Tinkoff Credit Systems ha cambiato nome in Tinkoff Bank. Il nome più semplice e conciso intendeva riflettere meglio l'intera gamma di servizi degli istituti finanziari. Nel febbraio 2020 Tinkov possedeva il 44% della banca, che è rimasta il suo progetto principale. Nel dicembre 2020, Tinkov ha venduto il 5,3% di TCS Group per 325 milioni di dollari, riducendo la sua quota al 35%. Ha annunciato la sua intenzione di spendere parte di questo denaro ($ 200 milioni) per creare un fondo per lo studio della leucemia.
Nel gennaio 2021, le sue azioni rimanenti sono state convertite dalla classe B alla classe A. Di conseguenza, i diritti di voto della famiglia Tinkov nel gruppo sono diminuiti dall'84% al 35%. Nel febbraio 2022, le sanzioni imposte alla Russia a seguito dell'invasione dell'Ucraina hanno avuto un forte impatto sul rublo e le azioni di Tinkoff sono crollate. Tinkov ha perso la maggior parte del suo patrimonio netto, conservando meno di 1 miliardo di dollari.

## Vita privata
Tinkov ha incontrato un'estone, Rina Vosman, mentre studiava all'università. Il loro matrimonio ha avuto luogo nel giugno 2009, dopo 20 anni di convivenza. La loro figlia, Daria Tinkov, ha studiato al King's College di Londra, i figli Pasha e Roman alla St Edward's School di Oxford.